# Sant Isidre (Baix Segura)
|  | Aquest article tracta sobre el municipi del Baix Segura. Si cerqueu el barri de la ciutat de València, vegeu «Sant Isidre (barri de València)». |

Sant Isidre (en castellà i oficialment, San Isidro) és un municipi del País Valencià a la comarca del Baix Segura. Té 1.915 habitants (INE 2016).

## Geografia
El terme s'estén des del vessant septentrional de la serra d'Albatera fins al centre de l'horta d'Oriola. Comunica amb les localitats d'Albatera i Crevillent.

## Història
L'origen de Sant Isidre es troba vinculat als projectes de fundació agrícoles sorgits a l'empara de l'Institut Nacional de Colonització, durant els anys 50. En 1952, es va engegar la transformació de terrenys improductius, amb la bonificació de saladars i l'establiment d'una xarxa de reg. Del projecte de la població es va encarregar l'arquitecte Fernández del Amo. En 1956 es van començar a lliurar els nous habitatges i lots de terres als que anaven a ser els seus veïns. El nucli urbà es trobava dins del terme municipal d'Albatera, i rebia el nom de San Isidro de Albatera, municipi del qual va seguir depenent durant dècades, fins que en 1993 es va independitzar d'Albatera i es va constituir com a municipi independent amb el nom oficial de San Isidro.

## Política i govern

### Composició de la corporació municipal
El Ple de l'Ajuntament està format per 9 regidors. En les eleccions municipals de 26 de maig de 2019 foren elegits 7 regidors del Partit Socialista del País Valencià (PSPV-PSOE) i 2 del Partit Popular (PP).
| Eleccions municipals de 26 de maig de 2019 - Sant Isidre                                                                   |                                          |                                     |                                     |        |          |          |
| Candidatura | Candidatura                              | Candidatura                         | Cap de llista                       | Vots   | Vots     | Regidors |
| | Partit Socialista del País Valencià-PSOE |                                     | Manuel Gil Gómez Cases              | 736    | 74,27%   | 7 (+1)   |
| | Partit Popular                           |                                     | Manuel García Castelló              | 248    | 25,03%   | 2 ()     |
| | Altres candidatures                      |                                     |                                     |        |          | 0 ( -1)  |
| | Vots en blanc                            |                                     |                                     | 7      | 0,71%    |          |
| Total vots vàlids i regidors                                                                                               | Total vots vàlids i regidors             | Total vots vàlids i regidors        | Total vots vàlids i regidors        | 992    | 100 %    | 9        |
| | Vots nuls                                | Vots nuls                           | Vots nuls                           | 7      | 0,71%    |          |
| Participació (vots vàlids més nuls)                                                                                        | Participació (vots vàlids més nuls)      | Participació (vots vàlids més nuls) | Participació (vots vàlids més nuls) | 999    | 68,61%** |          |
| Abstenció | Abstenció                                | Abstenció                           | Abstenció                           | 350*   | 24,26%** |          |
| Total cens electoral | Total cens electoral                     | Total cens electoral                | Total cens electoral                | 1.456* | 100 %**  |          |
| Alcalde: Manuel Gil Gómez Cases (PSPV) (15/06/2019) Per majoria absoluta dels vots dels regidors                           |                                          |                                     |                                     |        |          |          |
| Fonts: JEC, JEZ Elx, M. Interior, Periòdic Ara. (* No són vots sinó electors. ** Percentatge respecte del cens electoral.) |                                          |                                     |                                     |        |          |          |

### Alcaldes
Des de 2018 l'alcalde de Sant Isidre és Manuel Gil Gómez Cases del Partit Socialista del País Valencià (PSPV-PSOE).
| Període                       | Alcalde o alcaldessa                                                    | Partit polític | Data de possessió                | Observacions             |
| ----------------------------- | ----------------------------------------------------------------------- | -------------- | -------------------------------- | ------------------------ |
| 1995–1999                     | Fernando Morales Jiménez José Andrada Gelardo Francisco Gelardo Pascual | PSPV-PSOE      | 17/06/1995 01/04/1997 11/04/1997 | Dimissió/renúncia s/d -- |
| 1999–2003                     | Francisco Gelardo Pascual                                               | PSPV-PSOE      | 03/07/1999                       | --                       |
| 2003–2007                     | Francisco Gelardo Pascual                                               | PSPV-PSOE      | 14/06/2003                       | --                       |
| 2007–2011                     | Fernando Morales Jiménez                                                | PSPV-PSOE      | 16/06/2007                       | --                       |
| 2011–2015                     | Fernando Morales Jiménez Damián Sabater Culiañez                        | PSPV-PSOE      | 11/06/2011 18/09/2013            | Dimissió/renúncia --     |
| 2015–2019                     | Damián Sabater Culiañez Manuel Gil Gómez Cases                          | PSPV-PSOE      | 13/06/2015 24/03/2018            | Dimissió/renúncia --     |
| 2019-2023                     | Manuel Gil Gómez Cases                                                  | PSPV-PSOE      | 15/06/2019                       | --                       |
| Des de 2023                   | n/d                                                                     | n/d            | 17/06/2023                       | --                       |
| Fonts: Generalitat Valenciana |                                                                         |                |                                  |                          |

## Demografia
En 1995, poc després d'independitzar-se, l'INE comptabilitzava 1.185 habitants a Sant Isidre. Segons dades demogràfiques referents a 2016, té una població de 1.915 habitants. Bona part de la seua població prové de la immigració (alemanys, anglesos) atrets pel baix cost dels seus habitatges, el bon clima i el seu gran desenvolupament industrial.